# Megabracon huergoi
Megabracon huergoi är en stekelart som först beskrevs av Juan Brèthes 1908.  Megabracon huergoi ingår i släktet Megabracon och familjen bracksteklar. Inga underarter finns listade i Catalogue of Life.